# 삼괴도서관
삼괴도서관은 경기도 화성시 우정읍에 있는 시립 도서관이다.

## 연혁
- 2004년 4월 30일 삼괴도서관 개관
- 2005년 1월 ~ 2006년 12월 평생학습관지정 (경기도교육감지정)
- 2006년 12월 가족사랑방 신설
- 2007년 3월 20일 2006년도 경기도 공공도서관평가 우수도서관 선정
- 2009년 1월 ~ 2010년 1월 평생학습관지정(경기도교육감지정)